# Claudio Jara
Claudio Miguel Jara Granados (Heredia, 6 de mayo de 1959) es un exfutbolista costarricense. 
Antes de jugar en primera división, Claudio Miguel Jara ganó un título nacional juvenil con el Club Atlético Ortho de Barrio Cubujuqui de Heredia en el año 1978. Posteriormente fue cedido a la A.D Yuba Paniagua en el que gana un subcampeonato en 1980.

## Trayectoria
Inició su carrera deportiva en el Club Sport Herediano, haciendo su debut en la  Primera División de Costa Rica en 1982. Con los florenses consigue los títulos de campeón en las temporadas de 1985 y 1987, además de convertirse en el máximo goleador histórico de la institución al alcanzar 98 goles. Aparte del Herediano jugó con la Liga Deportiva Alajuelense entre 1992 y 1994, la Asociación Deportiva Guanacasteca entre 1995 y 1996, y la Asociación Deportiva Carmelita en 1996, así como el Club Atlético Bucaramanga de Colombia en 1994 y el Club Alianza de El Salvador en 1995. Se retiró del fútbol tras sufrir una grave lesión de rodilla en 1996. Anotó 129 goles en la Primera División de Costa Rica. 
A niveles de selecciones nacionales participó en la Copa Mundial de Fútbol de 1990, Copa Uncaf 1991 y Copa de Oro de la Concacaf 1991 sumando un total de 11 goles en 46 partidos Clase A. Jugó su último partido internacional el 17 de diciembre de 1994 contra Selección de fútbol de Arabia Saudita.
Como entrenador ha dirigido a la Selección Sub-20 de Costa Rica como asistente técnico en 2003, la Asociación Deportiva Sagrada Familia en el 2010 y al Club Sport Herediano en 2012, equipo con el que obtiene el subcampeonato del Invierno 2012. También ha estado a cargo de distintos proyectos deportivos y escuelas de fútbol. 
Sus máximas distinciones individuales han sido los títulos de goleador con el Club Sport Herediano en la temporada de 1987 y con la Selección de fútbol de Costa Rica en la Copa Uncaf 1991. 

### Goles internacionales
| #  | Fecha               | Lugar                                               | Oponente       | Anotaciones | Resultado | Competición                                             |
| -- | ------------------- | --------------------------------------------------- | -------------- | ----------- | --------- | ------------------------------------------------------- |
| 1. | 17 de julio de 1988 | Estadio Alejandro Morera Soto, Alajuela, Costa Rica | Panamá         | 1–1         | 1–1       | Eliminatorias Copa Mundial de Fútbol de 1990 (Concacaf) |
| 2. | 26 de mayo de 1991  | Estadio Nacional, San José, Costa Rica              | Honduras       | 2–0         | 2–0       | Copa Uncaf 1991                                         |
| 3. | 29 de mayo de 1991  | Estadio Nacional, San José, Costa Rica              | El Salvador    | 1–0         | 7–1       | Copa Uncaf 1991                                         |
| 4. | 29 de mayo de 1991  | Estadio Nacional, San José, Costa Rica              | El Salvador    | 2–0         | 7–1       | Copa Uncaf 1991                                         |
| 5. | 29 de mayo de 1991  | Estadio Nacional, San José, Costa Rica              | El Salvador    | 3–0         | 7–1       | Copa Uncaf 1991                                         |
| 6. | 2 de junio de 1991  | Estadio Nacional, San José, Costa Rica              | Guatemala      | 1–0         | 1–0       | Copa Uncaf 1991                                         |
| 7. | 3 de julio de 1991  | Estadio Rose Bowl, California, Estados Unidos       | Estados Unidos | 1–2         | 2–3       | Copa de Oro de la Concacaf 1991                         |

### Participaciones en Copas del Mundo
| Mundial                        | Sede   | Resultado        |
| ------------------------------ | ------ | ---------------- |
| Copa Mundial de Fútbol de 1990 | Italia | Octavos de final |

## Clubes

### Como jugador
| Club                 | País        | Año       |
| -------------------- | ----------- | --------- |
| C.S Herediano        | Costa Rica  | 1982-1992 |
| L.D Alajuelense      | Costa Rica  | 1992-1994 |
| Atlético Bucaramanga | Colombia    | 1994      |
| C.S Herediano        | Costa Rica  | 1994-1995 |
| Alianza F.C          | El Salvador | 1995      |
| A.D Guanacasteca     | Costa Rica  | 1995-1996 |
| A.D Carmelita        | Costa Rica  | 1996      |

### Como técnico
| Club                 | País       | Año  |
| -------------------- | ---------- | ---- |
| AD Sagrada Familia   | Costa Rica | 2010 |
| Club Sport Herediano | Costa Rica | 2012 |
| Jacó Rays FC         | Costa Rica | 2014 |

## Palmarés

### Como jugador
| Título                         | Club          | País       | Año  |
| ------------------------------ | ------------- | ---------- | ---- |
| Primera División de Costa Rica | C.S Herediano | Costa Rica | 1985 |
| Primera División de Costa Rica | C.S Herediano | Costa Rica | 1987 |

### Títulos internacionales
| Título               | Equipo                  | Sede       | Año  |
| -------------------- | ----------------------- | ---------- | ---- |
| Copa Centroamericana | Selección de Costa Rica | Costa Rica | 1991 |

### Distinciones individuales
| Distinción                      | Año  |
| ------------------------------- | ---- |
| Goleador de la Primera División | 1987 |
| Goleador de la Copa UNCAF       | 1991 |

- Datos: Q1984261